# Plain View
Plain View es un lugar designado por el censo ubicado en el condado de Sampson en el estado estadounidense de Carolina del Norte. La localidad en el año 2000, tenía una población de 1.820 habitantes en una superficie de 43.2 km², con una densidad poblacional de 42.3 personas por km².

## Geografía
Plain View se encuentra ubicado en las coordenadas 35°14′56″N 78°33′57″O / 35.24889, -78.56583. Según la Oficina del Censo, la localidad tiene un área total de 43,2 km² (16,7 mi²), de la cual 43 km² (16,6 mi²) es tierra y 0,2 km² (0,1 mi²) (0.36%) es agua.

### Localidades adyacentes
El siguiente diagrama muestra a las localidades en un radio de 16 kilómetros (9,9 mi) de Plain View.

## Demografía
En el 2000 la renta per cápita promedia del hogar era de $31.797, y el ingreso promedio para una familia era de $38.750. El ingreso per cápita para la localidad era de $15.011. En 2000 los hombres tenían un ingreso per cápita de $27.500 contra $18.125 para las mujeres. Alrededor del 15.70% de la población estaba bajo el umbral de pobreza nacional.